# Videodagbok
Videodagbok är en metod som används av dokumentärfilmare och TV-producenter. Grundtanken är att göra de traditionella objekten för filmskapanden till subjekt genom att få dem att själva filma sin verklighet. Metoder kring detta har utvecklats de senaste femton åren i takt med att de digitala filmkamerorna blivit billigare och bättre. (Det har att göra med DV(digitalvideo) slagit igenom vilket innebär att amatörer och professionella idag ofta använder samma teknik.) Public Service-företag som brittiska BBC eller SVT har idag en lång erfarenhet av att producera videodagböcker. 2006 har en långfilm premiär i USA som bygger på amerikanska soldaters i Irak videodagböcker. Det finns också Internetbaseserade projekt som använder videodagböcker som metod för att förstå olika länder och kulturer. Ett exempel är Video-dnevik, en databas på Internet som är sökbar på ryska, svenska och engelska.